# بیشیتسه
بیشیتسه (به چکی: Byšice) یک منطقهٔ مسکونی در جمهوری چک است که در ناحیه میلنیک واقع شده‌است.